# Essex' kielhagedis
Essex' kielhagedis (Tropidosaura essexi) is een hagedis uit de familie echte hagedissen (Lacertidae).

## Naam en indeling
De wetenschappelijke naam van de soort werd voor het eerst voorgesteld door John Hewitt in 1927. Het is een van de vier soorten uit het geslacht van de Zuid-Afrikaanse kielhagedissen (Tropidosaura).
De soortaanduiding essexi is een eerbetoon aan Robert Essex, een verzamelaar die werkte voor het Albany Museum in Zuid-Afrika.

## Uiterlijke kenmerken
De hagedis bereikt een totale lichaamslengte tot 15 centimeter waarvan ongeveer de helft bestaat uit de lange staart. Net als andere Zuid-Afrikaanse kielhagedissen uit het geslacht Tropidosaura ontbreekt een huidplooi in de nek, wat een duidelijk onderscheid is met veel Europese echte hagedissen. De schubben zijn gekield en overlappen elkaar, verder heeft de hagedis een stompe snuit en een dunne staart. De basiskleur van de rug en staart is zwart, de buik is blauw gekleurd, bij de mannetjes is ook de flankstreep blauw en is een blauwe vlek achter het oog aanwezig. Bij de vrouwtjes zijn de blauwe kleuren wat valer en neigen naar grijs.
De hagedis is gemakkelijk te verwarren met een ondersoort van Tropidosaura montana, namelijk Tropidosaura montana natalensis. Deze laatste soort komt echter in veel lager gelegen gebieden voor.

## Levenswijze
Essex' kielhagedis is een bodembewoner en is overdag actief. Het is een erg lenige soort die zeer snel over de bodem kan rennen. Op het menu staan insecten en andere kleine prooien. De vrouwtjes zetten eieren af op de bodem.

## Verspreiding en habitat
Essex' kielhagedis komt voor in delen van uiterst zuidelijk Afrika en leeft in de landen Zuid-Afrika in zuidwestelijk Natal en in het noordoosten van het dwergstaatje Lesotho.
De habitat bestaat uit hoger gelegen bergachtige gebieden in het Hooggebergtegrasland van de Drakensbergen waar het erg warm wordt overdag. De hagedis is te vinden in stenige omgevingen maar ook in dichtbegroeide gebieden of langs de oevers van riviertjes. Essex' kielhagedis is aangetroffen op een hoogte tussen ongeveer 2400 en 3300 meter boven zeeniveau.

## Beschermingsstatus
Door de internationale natuurbeschermingsorganisatie IUCN is de beschermingsstatus 'veilig' toegewezen (Least Concern of LC).